# Санта-Марія-да-Палаутурдера
Са́нта-Марі́я-да-Палаутурде́ра (кат. Santa Maria de Palautordera) - муніципалітет, розташований в Автономній області Каталонія, в Іспанії. Код муніципалітету за номенклатурою Інституту статистики Каталонії - 82592. Знаходиться у районі (кумарці) Бальєс-Уріантал (коди району - 41 та VR) провінції Барселона, згідно з новою адміністративною реформою перебуватиме у складі Баґарії (округи) Барселона. 

## Населення
Населення міста (у 2007 р.) становить 8.235 осіб (з них менше 14 років - 17%, від 15 до 64 - 69,5%, понад 65 років - 13,5%). У 2006 р. народжуваність склала 93 особи, смертність - 50 осіб, зареєстровано 31 шлюб. У 2001 р. активне населення становило 3.200 осіб, з них безробітних - 269 осіб.

Серед осіб, які проживали на території міста у 2001 р., 4.930 народилися в Каталонії (з них 3.264 особи у тому самому районі, або кумарці), 1.320 осіб приїхало з інших областей Іспанії, а 192 особи приїхали з-за кордону. 

Університетську освіту має 10,2% усього населення. 

У 2001 р. нараховувалося 2.336 домогосподарств (з них 18,9% складалися з однієї особи, 28,7% з двох осіб,22,7% з 3 осіб, 21,2% з 4 осіб, 6% з 5 осіб, 1,7% з 6 осіб, 0,6% з 7 осіб, 0,1% з 8 осіб і 0,1% з 9 і більше осіб).

Активне населення міста у 2001 р. працювало у таких сферах діяльності : у сільському господарстві - 1,8%, у промисловості - 36,4%, на будівництві - 11,8% і у сфері обслуговування - 49,9%. 

 У муніципалітеті або у власному районі (кумарці) працює 1.843 особи, поза районом - 1.695 осіб.

### Доходи населення
У 2002 р. доходи населення розподілялися таким чином :
| \| Доходи населення за статтями доходів \| Доходи населення за статтями доходів \| Доходи населення за статтями доходів \| \| Рік \| 2002 р. \| 2001 р. \| \| ------------------------------------ \| ------------------------------------ \| ------------------------------------ \| \| Заробітна платня \| 59,4% \| 60,6% \| \| Доходи від ведення бізнесу \| 26,3% \| 25% \| \| Соціальна допомога \| 14,3% \| 14,4% \| |         |         |
| Доходи населення за статтями доходів |         |         |
| Рік | 2002 р. | 2001 р. |
| Заробітна платня | 59,4%   | 60,6%   |
| Доходи від ведення бізнесу | 26,3%   | 25%     |
| Соціальна допомога | 14,3%   | 14,4%   |

### Безробіття
У 2007 р. нараховувалося 305 безробітних (у 2006 р. - 313 безробітних), з них чоловіки становили 36,7%, а жінки - 63,3%.

## Економіка
У 1996 р. валовий внутрішній продукт розподілявся по сферах діяльності таким чином :
| \| Валовий внутрішній продукт \| Валовий внутрішній продукт \| Валовий внутрішній продукт \| \| Рік \| 1996 р. \| 1991 р. \| \| -------------------------- \| -------------------------- \| -------------------------- \| \| Сільське господарство \| 2,2% \| 2,8% \| \| Промисловість \| 56,5% \| 59,4% \| \| Будівництво \| 8,5% \| 9,7% \| \| Послуги \| 32,8% \| 28,1% \| |         |         |
| Валовий внутрішній продукт |         |         |
| Рік | 1996 р. | 1991 р. |
| Сільське господарство | 2,2%    | 2,8%    |
| Промисловість | 56,5%   | 59,4%   |
| Будівництво | 8,5%    | 9,7%    |
| Послуги | 32,8%   | 28,1%   |

### Підприємства міста

#### Промислові підприємства
| \| Промислові підприємства міста, за сферою діяльності \| Промислові підприємства міста, за сферою діяльності \| Промислові підприємства міста, за сферою діяльності \| \| Рік \| 2002 р. \| 2001 р. \| \| --------------------------------------------------- \| --------------------------------------------------- \| --------------------------------------------------- \| \| Енергетичні та водні ресурси \| 6,8% \| 5,4% \| \| Хімія та метали \| 6,8% \| 6,8% \| \| Переробка металів \| 43,8% \| 43,2% \| \| Продукти харчування \| 4,1% \| 4,1% \| \| Текстиль \| 19,2% \| 23% \| \| Виробництво меблів, видання \| 12,3% \| 10,8% \| \| Інше \| 6,8% \| 6,8% \| \| Усього підприємств \| 73 \| 74 \| |         |         |
| Промислові підприємства міста, за сферою діяльності |         |         |
| Рік | 2002 р. | 2001 р. |
| Енергетичні та водні ресурси | 6,8%    | 5,4%    |
| Хімія та метали | 6,8%    | 6,8%    |
| Переробка металів | 43,8%   | 43,2%   |
| Продукти харчування | 4,1%    | 4,1%    |
| Текстиль | 19,2%   | 23%     |
| Виробництво меблів, видання | 12,3%   | 10,8%   |
| Інше | 6,8%    | 6,8%    |
| Усього підприємств | 73      | 74      |

#### Роздрібна торгівля
| \| Підприємства роздрібної торгівлі міста, за сферою діяльності \| Підприємства роздрібної торгівлі міста, за сферою діяльності \| Підприємства роздрібної торгівлі міста, за сферою діяльності \| \| Рік \| 2002 р. \| 2001 р. \| \| ------------------------------------------------------------ \| ------------------------------------------------------------ \| ------------------------------------------------------------ \| \| Продукти харчування \| 35% \| 36,4% \| \| Одяг та взуття \| 11,4% \| 10,9% \| \| Товари для дому \| 11,4% \| 9,1% \| \| Книги та періодичні видання \| 2,4% \| 1,8% \| \| Промислова хімічна продукція \| 10,6% \| 11,8% \| \| Продукція, пов'язана з транспортними засобами \| 4,1% \| 4,5% \| \| Інше \| 25,2% \| 25,5% \| \| Усього підприємств \| 123 \| 110 \| |         |         |
| Підприємства роздрібної торгівлі міста, за сферою діяльності |         |         |
| Рік | 2002 р. | 2001 р. |
| Продукти харчування | 35%     | 36,4%   |
| Одяг та взуття | 11,4%   | 10,9%   |
| Товари для дому | 11,4%   | 9,1%    |
| Книги та періодичні видання | 2,4%    | 1,8%    |
| Промислова хімічна продукція | 10,6%   | 11,8%   |
| Продукція, пов'язана з транспортними засобами | 4,1%    | 4,5%    |
| Інше | 25,2%   | 25,5%   |
| Усього підприємств | 123     | 110     |

#### Сфера послуг
| \| Підприємства міста, що працюють у сфері послуг, за діяльністю \| Підприємства міста, що працюють у сфері послуг, за діяльністю \| Підприємства міста, що працюють у сфері послуг, за діяльністю \| \| Рік \| 2002 р. \| 2001 р. \| \| ------------------------------------------------------------- \| ------------------------------------------------------------- \| ------------------------------------------------------------- \| \| Гуртова торгівля \| 10,9% \| 10,6% \| \| Готелі та готельний бізнес \| 17,3% \| 17,1% \| \| Транспорт та зв'язок \| 19,3% \| 17,6% \| \| Посередницькі фінансові послуги \| 2,5% \| 2,5% \| \| Послуги підприємствам \| 5% \| 6% \| \| Послуги фізичним особам \| 30,2% \| 30,2% \| \| Нерухомість та ін. \| 14,9% \| 16,1% \| \| Усього підприємств \| 202 \| 199 \| |         |         |
| Підприємства міста, що працюють у сфері послуг, за діяльністю |         |         |
| Рік | 2002 р. | 2001 р. |
| Гуртова торгівля | 10,9%   | 10,6%   |
| Готелі та готельний бізнес | 17,3%   | 17,1%   |
| Транспорт та зв'язок | 19,3%   | 17,6%   |
| Посередницькі фінансові послуги | 2,5%    | 2,5%    |
| Послуги підприємствам | 5%      | 6%      |
| Послуги фізичним особам | 30,2%   | 30,2%   |
| Нерухомість та ін. | 14,9%   | 16,1%   |
| Усього підприємств | 202     | 199     |

## Житловий фонд
У 2001 р. 2,6% усіх родин (домогосподарств) мали житло метражем до 59 м2, 33% - від 60 до 89 м2, 37,4% - від 90 до 119 м2 і
27% - понад 120 м2.

З усіх будівель у 2001 р. 23,1% було одноповерховими, 65,1% - двоповерховими, 10,3
% - триповерховими, 1,2% - чотириповерховими, 0,3% - п'ятиповерховими, 0% - шестиповерховими,
0% - семиповерховими, 0% - з вісьмома та більше поверхами.

## Автопарк
| \| Автомобілі, зареєстровані у місті, за призначенням \| Автомобілі, зареєстровані у місті, за призначенням \| Автомобілі, зареєстровані у місті, за призначенням \| \| Рік \| 2006 р. \| 2005 р. \| \| -------------------------------------------------- \| -------------------------------------------------- \| -------------------------------------------------- \| \| Приватні автомобілі \| 69% \| 70,4% \| \| Мотоцикли \| 9,4% \| 9% \| \| Вантажівки \| 18,6% \| 18% \| \| Трактори \| 0,4% \| 0,3% \| \| Автобуси та ін. \| 2,6% \| 2,3% \| \| Усього автомобілів \| 5.693 шт. \| 5.406 шт. \| |           |           |
| Автомобілі, зареєстровані у місті, за призначенням |           |           |
| Рік | 2006 р.   | 2005 р.   |
| Приватні автомобілі | 69%       | 70,4%     |
| Мотоцикли | 9,4%      | 9%        |
| Вантажівки | 18,6%     | 18%       |
| Трактори | 0,4%      | 0,3%      |
| Автобуси та ін. | 2,6%      | 2,3%      |
| Усього автомобілів | 5.693 шт. | 5.406 шт. |

## Вживання каталанської мови
У 2001 р. каталанську мову у місті розуміли 98% усього населення (у 1996 р. - 97,5%), вміли говорити нею 85,6% (у 1996 р. - 
84,9%), вміли читати 82,5% (у 1996 р. - 79,6%), вміли писати 56,4
% (у 1996 р. - 51,2%). Не розуміли каталанської мови 2%.

## Політичні уподобання
У виборах до Парламенту Каталонії у 2006 р. взяло участь 3.645 осіб (у 2003 р. - 3.821 особа). Голоси за політичні сили розподілилися таким чином:
| \| Вибори до Парламенту Каталонії \| Вибори до Парламенту Каталонії \| Вибори до Парламенту Каталонії \| \| Рік \| 2006 р. \| 2003 р. \| \| -------------------------------------- \| ------------------------------ \| ------------------------------ \| \| Конвергенція та Єднання (CiU) \| 36,9% \| 39,9% \| \| Соціалістична партія Каталонії (PSC) \| 25,4% \| 25,2% \| \| Народна партія (PP) \| 7,3% \| 9,2% \| \| Ініціатива за зелену Каталонію (IC) \| 9,2% \| 5,8% \| \| Республіканська лівиця Каталонії (ERC) \| 17,4% \| 19,3% \| \| Громадянська партія (C's) \| 1,2% \| 0% \| \| Інші \| 2,5% \| 0,8% \| |         |         |
| Вибори до Парламенту Каталонії |         |         |
| Рік | 2006 р. | 2003 р. |
| Конвергенція та Єднання (CiU) | 36,9%   | 39,9%   |
| Соціалістична партія Каталонії (PSC) | 25,4%   | 25,2%   |
| Народна партія (PP) | 7,3%    | 9,2%    |
| Ініціатива за зелену Каталонію (IC) | 9,2%    | 5,8%    |
| Республіканська лівиця Каталонії (ERC) | 17,4%   | 19,3%   |
| Громадянська партія (C's) | 1,2%    | 0%      |
| Інші | 2,5%    | 0,8%    |

У муніципальних виборах у 2007 р. взяло участь 3.369 осіб (у 2003 р. - 3.666 осіб). Голоси за політичні сили розподілилися таким чином:
| \| Муніципальні вибори \| Муніципальні вибори \| Муніципальні вибори \| \| Рік \| 2007 р. \| 2003 р. \| \| -------------------------------------- \| ------------------- \| ------------------- \| \| Конвергенція та Єднання (CiU) \| 25,9% \| 33,1% \| \| Соціалістична партія Каталонії (PSC) \| 36% \| 32,9% \| \| Народна партія (PP) \| 7,8% \| 8,8% \| \| Ініціатива за зелену Каталонію (IC) \| 13,1% \| 12% \| \| Республіканська лівиця Каталонії (ERC) \| 6,5% \| 7,8% \| \| Громадянська партія (C's) \| 0% \| 0% \| \| Інші \| 10,8% \| 5,5% \| |         |         |
| Муніципальні вибори |         |         |
| Рік | 2007 р. | 2003 р. |
| Конвергенція та Єднання (CiU) | 25,9%   | 33,1%   |
| Соціалістична партія Каталонії (PSC) | 36%     | 32,9%   |
| Народна партія (PP) | 7,8%    | 8,8%    |
| Ініціатива за зелену Каталонію (IC) | 13,1%   | 12%     |
| Республіканська лівиця Каталонії (ERC) | 6,5%    | 7,8%    |
| Громадянська партія (C's) | 0%      | 0%      |
| Інші | 10,8%   | 5,5%    |